# Borgestad Station
Borgestad Station (Borgestad stasjon) er en tidligere jernbanestation på Vestfoldbanen, der ligger i byområdet Borgestad i Skien kommune i Norge.
Stationen åbnede 4. december 1916, da Bratsbergbanen (på denne strækning nu en del af Vestfoldbanen) stod færdigt. Til at begynde med hed den Menstad, men den skiftede navn til Borgestad allerede i marts 1917. Stationen var bemandet indtil 20. december 1972. I 2004 ophørte togene med at stoppe på stationen, men allerede 10. januar 2005 blev den genåbnet for persontrafik. Trafikgrundlaget var imidlertid for svagt for NSB, og 11. juni 2006 ophørte betjeningen derfor atter.
Borgestad tømmerterminal og Menstad godsterminal er del af stationen. Der er også spor til Norsk Hydros havneterminal, men det er ikke i brug. Stationsbygningen, der er opført efter tegninger af Gudmund Hoel og Eivind Gleditsch, er klassificeret som bevaringsværdig i Nasjonal verneplan for kulturminner i jernbanen. Bygningen forvaltes af Bane NOR Eiendom og udlejes til beboelse.
Borgestad var også navnet på trinbrættet Borgestadholmen lige syd for stationen fra 1883 til 1934.